# مارکو ژوولا
مارکو ژوولا (کرواتی: Marko Žuvela؛ زادهٔ ۲۲ دسامبر ۲۰۰۱) بازیکن واترپلو اهل کرواسی است.
وی در مسابقات کشوری و بین‌المللی در مجموع برندهٔ ۱ مدال نقره شده است.